# I Monster
I Monster è il nome di un duo musicale britannico, composto da Dean Honer e Jarrod Gosling. La loro discografia consiste essenzialmente in pezzi di pop elettronico, dall'andamento perlopiù lento, con atmosfere che possono far pensare a colonne sonore cinematografiche.

## Storia del duo
Honer e  Gosling si sono incontrati per la prima volta nel 1997, in una biblioteca, dove entrambi nascondevano vinili nelle tasche dei pantaloni. L'anno dopo è uscito il loro album di esordio, These Are Our Children l'année d'après, passato quasi inosservato. Bisognerà aspettare sei anni per l'uscita del loro secondo lavoro, Neveroddoreven: un lungo silenzio premiato dalle vendite, grazie a due fortunati singoli, Hey Mrs. e Daydream In Blue, una variazione di Daydream del gruppo belga Wallace Collection.
Nel 2009 il duo ha pubblicato Dense Swarm of Ancient Stars, altro disco di buon successo. Il loro quarto album, Bright Sparks, è uscito nel 2016, dopo tre compilation che hanno visto la luce nel biennio 2012-13.

## Curiosità
- Nel 2011 Honer e Gosling hanno prodotto Credo, album dei The Human League.

## Discografia

### Album in studio
- These Are Our Children - 1997
- Neveroddoreven - 2003
- A Dense Swarm of Ancient Stars - 2009
- Bright Sparks - 2016
- A Dollop Of HP (2017)
- People Soup (2019)

### Compilations
- Rare - 2012
- Remixed - 2012
- Swarf - 2013